# Черчилл (река, впадает в Гудзонов залив)
Че́рчилл (устар. Черчиль, Черчилль, Инглиш-Ривер, Миссиннити; англ. Churchill) — крупная река в Канаде, впадает в Гудзонов залив.

## Этимология
Устье реки открыто в середине XVII века и первоначально она называлась Инглиш-Ривер — «английская река», так как служила путем проникновения во внутренние районы Канады английских торговцев пушниной Компании Гудзонова залива. В 1688 году в устье реки построен Форт-Черчилл (ныне город Черчилл), названный в честь Джона Черчилла, 1-го герцога Марлборо (1650—1722), который в то время возглавлял Компанию Гудзонова залива. По названию форта и река стала называться Черчилл (англ. Churchill).

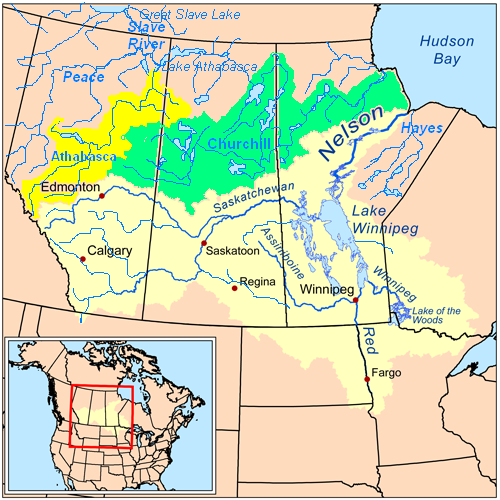
Бассейны рек степных провинций. Бассейн реки Черчилл выделен зелёным

## Общие сведения
Длина — 1609 км. Средний расход воды — 1200 м³/с.
Исток реки — озеро Черчилл; пройдя через ряд озёр, река течёт через провинции Саскачеван и Манитоба. Перед впадением в Гудзонов залив Черчилл отдаёт 60 % своих вод в реку Нельсон — для ГЭС на Нельсоне, в целях увеличения выработки электроэнергии. Протекает через озёра Форбс и Ла-Ронж.
Основные притоки: Бивер, Рэйндир-Ривер.
Участок реки длиной 487 км номинирован на включение в Список охраняемых рек Канады.